# Chiesa cattolica nazionale polacca
La Chiesa cattolica nazionale polacca (in polacco: Polski Narodowy Kościół Katolicki; PNCC) è nata negli Stati Uniti tra il XIX e il XX secolo, in seguito ad alcuni dissidi tra un gruppo di parrocchie di immigrati cattolici polacchi e i loro vescovi (irlandesi o tedeschi) a motivo dell'uso della lingua polacca e dell'esigenza di avere un vescovo di madre lingua polacca negli USA. Il fondatore della PNCC fu Franciszek (Francis) Hodur emigrato polacco ordinato presbitero cattolico a Scranton in Pennsylvania nel 1893. Eletto vescovo dalla PNCC in USA, dopo la rottura con Roma del 1898, venne consacrato vescovo nel 1907 dall'Arcivescovo di Utrecht, capo delle Chiese vetero-cattoliche dell'Unione di Utrecht la cui successione apostolica è sempre stata riconosciuta valida dalla Chiesa cattolica romana.
La Chiesa fa parte del Consiglio ecumenico delle Chiese e del Consiglio nazionale delle chiese degli Stati Uniti.
Organi giornalistici ufficiali della Chiesa sono "PNCC. Studies" e "Rola Boża".

## Rapporto con l'Unione di Utrecht
La Chiesa cattolica nazionale polacca è stata fino al 2003 membro dell'Unione di Utrecht. Da questa si è allontanata, perché contraria all'ordinazione delle donne e alla benedizione delle unioni omosessuali sostenuta da alcuni suoi membri. La Chiesa cattolica nazionale polacca degli USA è rimasta comunque in piena comunione con la Chiesa polacco-cattolica: "Kościół Polskokatolicki".

## Rapporto con la Chiesa cattolica
Fin dal 1984 la PNCC è in dialogo con la Chiesa cattolica romana, intensificato anche da una lettera personale di papa Giovanni Paolo II inviata nel 1992 al Primo Vescovo della PNCC John Swantek nella quale il Papa caldamente invita "a superare gli ostacoli che impediscono la piena comunione". Il cammino di dialogo ha portato a una limitata intercomunione in sacris tra le due Chiese:
- Applicazione del canone 844 sez 2 e 3 riguardo alla recezione lecita da parte dei fedeli cattolici, ai quali è fisicamente o moralmente impossibile accedere a un ministro cattolico, dei sacramenti della comunione, Penitenza (confessione) e unzione degli infermi da ministri non cattolici nella cui Chiesa sono validi i predetti sacramenti, in quanto la Santa Sede ha riconosciuto pari status ecclesiale alla PNCC come per le Chiese ortodosse bizantine e orientali.[4]
- Dichiarazione congiunta della Chiesa cattolica romana e la PNCC, nella quale è espresso il riconoscimento reciproco del "carattere ecclesiale e i sacramenti, che consentono una certa condivisione sacramentale, e il mantenimento di molte medesime tradizioni" (approvato nel maggio del 2006)
- Incontro regolare semestrale della Commissione di dialogo della Conferenza episcopale cattolica USA e la PNCC.

## Struttura
La PNCC è suddivisa in cinque diocesi:
- Diocesi Centrale: Cattedrale di San Stanislao Vescovo e Martire a Scranton (Pennsylvania) - Vescovo John E. Mack
- Diocesi Occidentale: Cattedrale di Tutti i Santi a Chicago - Vescovo Anthony Mikovsky
- Diocesi di Buffalo-Pittsburgh: Cattedrale Madre del Santo Rosario a Lancaster (New York) - Vescovo Thaddeus S. Peplowski
- Diocesi Orientale: Cattedrale della Santissima Trinità a Manchester (New Hampshire) - Vescovo Paul Sobiechowski
- Diocesi canadese: Cattedrale di San Giovanni di Toronto[5] - Amministrata provvisoriamente dal Primate
- Decanato (Seniorate) della Diocesi di Buffalo-Pittsburgh in Italia dal 2012 - Decano Claudio Bocca

In precedenza la diocesi canadese era amministrata dal vescovo Sylvester Bigaj, ma questi è successivamente uscito dalla Chiesa.

## Vescovi primati
- Franciszek Hodur 1914 - 1953
- Leon Grochowski 1953 - 1968
- Tadeusz Zielinski 1969 - 1978
- Franciszek Rowiński 1978 - 1985
- Jan Swantek 1985 - 2002
- Robert Nemkovich dal 2002-2010
- Anthony Mikovsky dal 2010

## Unione di Scranton
Nel 2008 la PNCC ha costituito insieme alla Chiesa Cattolica Nordica scandinava l'Unione di Scranton, una comunione di chiese cattoliche indipendenti che, a differenza dell'Unione di Utrecht, non approva ordinazioni femminili e matrimoni tra persone dello stesso sesso. Di questa realtà tradizionale fanno parte, oltre alla PNCC e alla sua "chiesa sorella" in Polonia, anche la NCC (con a capo il vescovo primate Roald Nikolai Flemestad) e i vicariati da essa dipendenti nel resto d'Europa (compresa la Chiesa vecchio-cattolica in Italia).

## Stampa specializzata
Nella prima metà degli anni '80 in Polonia comparve una Catholic News Agency caratterizzata dal fatto di pubblicare sia contenuti di orientamento cattolico che laico, ispirandosi all'esempio della Catholic Press Agency attiva dal 1927 fino all'inizio della Seconda Guerra Mondiale. 
Il Concordato fra Stato e Chiesa Cattolica del 17 maggio 1989 sancì il diritto della Conferenza Episcopale Polacca a possedere una propria agenzia di stampa specializzata. In questo modo, il 1º dicembre 1993 apriva la Catholic Information Agency (KAI, come l'agenzia tedesca), diversa nella sua attività editoriale rispetto ai precedenti ora citati. Infatti, se la Catholic Information Agency era proprietà della Conferenza Episcopale Nazionale, la maggioranza dei suoi giornalisti e collaboratori apparteneva al laicato, contrariamente alla Catholic News Agency. 

La CIA ebbe la consulenza della Catholic News Service e il supporto tecnico dell'Agence France Press, una delle maggiori al mondo. Il clero partecipò alla definizione del palinsesto, mentre l'Agenzia si propose di diffondere un linguaggio universale della Chiesa che le consentisse di essere compresa dalle masse attraverso i mezzi di comunicazione secolari. La rete vide crescere la propria notorietà presso il grande pubblico dopo la trasmissioni in diretta dei pellegrinaggi di Giovanni Paolo II in Polonia.